# مدرع تساعي الحزم
المدرع تساعي الحزم (الاسم العلمي:  Dasypus novemcinctus) نوع من الثدييات يتبع جنس خشن الأقدام ضمن فصيلة خشنات الأقدام، متوسط الحجم، ويوجد هذا النوع في أمريكا الشمالية، هو الوحيد من بين أنواع المدرعات خشنات الأقدام الذي دُرس بالتفصيل، وقد يصل طوله إلى 75 سم ووزنه إلى 7 كغم، وله 30 ضرسًا، وتوجد منه نويعات مختلفة منتشرة في أمريكا الوسطى والجنوبية.